# Shimron Hetmyer
Shimron Hetmyer (nacido el 26 de diciembre de 1996) es un jugador de críquet de las Indias Occidentales. Hetmyer formó parte del equipo de las Indias Occidentales para la Copa Mundial de Críquet Sub-19 de la ICC de 2014. En diciembre de 2015, fue nombrado capitán del equipo de las Indias Occidentales para la Copa Mundial de Críquet Sub-19 de 2016. En 2018, el Consejo Internacional de Cricket (ICC) nombró a Hetmyer como una de las cinco estrellas destacadas en el cricket masculino. En febrero de 2019, Hetmyer anotó el siglo más rápido de un bateador de las Indias Occidentales contra Inglaterra en un partido de One Day International. En abril de 2019, fue incluido en el equipo de las Indias Occidentales para la Copa Mundial de Cricket de 2019. El Consejo Internacional de Críquet (ICC, por sus siglas en inglés) lo nombró como uno de los cinco emocionantes talentos que hacen su debut en la Copa Mundial de Críquet.

## Trayectoria deportiva
Hetmyer hizo su debut en Test Cricket para las Indias Occidentales contra Pakistán el 21 de abril de 2017. Hizo su debut en One Day International para las Indias Occidentales contra Nueva Zelanda el 20 de diciembre de 2017. Hizo su debut en Twenty20 para las Indias Occidentales contra Nueva Zelanda el 1 de enero de 2018.
En julio de 2020, fue incluido en el equipo de Guyana Amazon Warriors para la Premier League del Caribe de 2020. En mayo de 2021, Multan Sultans fichó a Hetmyer como reemplazo de Mahmudullah en la Superliga de Pakistán. En la subasta de IPL de 2022, Hetmyer fue comprado por Rajasthan Royals.